# Dioscorea trachycarpa
Dioscorea trachycarpa är en enhjärtbladig växtart som beskrevs av Carl Sigismund Kunth. Dioscorea trachycarpa ingår i släktet Dioscorea och familjen Dioscoreaceae. Inga underarter finns listade i Catalogue of Life.